# Ritmo de juego en ajedrez
El ritmo de juego de una partida de ajedrez hace alusión al límite de tiempo para cada jugador, así como a la existencia de un control, es decir al número de movimientos que debe hacer un jugador en cierto período de tiempo. Este control es la forma más común de regular las partidas jugadas a ritmo normal o "clásico", por lo general usado en los torneos de más alto nivel.
Los límites y los ritmos de juego en ajedrez se establecen mediante un reloj. El tipo de reloj usado determina el límite de tiempo de la partida; el uso de un reloj digital, a diferencia de un reloj convencional, permite hacer bonificaciones de tiempo en segundos por cada jugada.

## Límites de tiempo
Las modalidades de las partidas de ajedrez según su duración suelen ser:
- Ritmo clásico: también llamadas de ajedrez normal o "lento", son aquellas en las que cada jugador tiene un tiempo mayor o igual a una hora para toda la partida.
- Partida rápida: aquella en la que todas las jugadas deben efectuarse en un tiempo fijo mayor de 10 minutos y menor de 60 para cada jugador. Esta modalidad también se llama ajedrez activo.
- Ajedrez "relámpago": una partida de ajedrez relámpago» es aquella en la que todas las jugadas deben efectuarse en un tiempo fijo menor o igual a 10 minutos para cada jugador. Internacionalmente a esta modalidad se la llama «blitz».
- Ajedrez "bullet": aquella en la que todas las jugadas deben efectuarse en un tiempo fijo menor a 3 minutos para cada jugador.

## Partidas con límite de tiempo (a caída de bandera)
Las partidas a caída de bandera o "a finish" son aquellas en las que un jugador tiene un tiempo establecido para toda la partida.

### Ajedrez clásico
En los torneos abiertos de ritmo clásico y uso de reloj mecánico, el límite de tiempo a caída de bandera suele ser de 90 minutos por jugador.
Los torneos abiertos son los que más se juegan con ritmo clásico a caída de bandera. Si hay varias rondas al día se pueden jugar con un límite de tiempo por jugador de 90 minutos para la partida, o de 75 minutos con incremento de 15 segundos por jugada usando relojes digitales. Si se juega una sola ronda en un día, el control más habitual suele ser de 90 minutos a caída de bandera, más 30 segundos de incremento por jugada, como en el caso de las Olimpíadas de ajedrez

### Ajedrez rápido
Una «partida de ajedrez rápido» es aquella en la que todas las jugadas deben efectuarse en un tiempo fijo de entre 10 y 60 minutos para cada jugador. Esta modalidad también se llama ajedrez activo.
Los jugadores no están obligados a anotar las jugadas.
Una vez completadas tres jugadas por cada jugador, no pueden hacerse reclamaciones relativas a una incorrecta ubicación de las piezas, la colocación del tablero o los tiempos que figuran en los relojes. En caso de emplazamiento cambiado de rey y dama, no se permite el enroque con ese rey.
En lo relativo a la pieza tocada el árbitro solo actuará a requerimiento de uno de los jugadores.
En caso de otras irregularidades un jugador pierde el derecho a reclamar una vez que haya tocado una pieza.
Se considera que la bandera ha caído cuando un jugador ha hecho una reclamación válida a tal efecto. El árbitro puede señalar una caída de bandera.
Para reclamar una victoria por tiempo, el reclamante debe detener ambos relojes y notificárselo al árbitro. La bandera del reclamante debe permanecer en alto, y la de su adversario caída, después de que se hayan parado los relojes. Si se usan relojes mecánicos y ambas banderas han caído, o no es posible determinar cuál bandera cayó en primer lugar, la partida es tablas.

### Ajedrez relámpago
Una «partida de Ajedrez Relámpago» es aquella en la que todas las jugadas deben efectuarse en un tiempo fijo menor a 10 minutos para cada jugador. Internacionalmente a esta modalidad se la llama «blitz».
Las reglas son las mismas que para el ajedrez rápido.
Una jugada ilegal (hay dos antes de perder la partida) se completa solo cuando se pone en marcha el reloj del adversario.
En un juego rápido donde el jugador cuya pieza se ha caído por querer efectuar una jugada veloz, tiene que levantar la pieza caída y hacer la movida antes de tocar el reloj.
En cualquier caso, el adversario está autorizado a reclamar la victoria antes de hacer su propia jugada. No puede corregirse una jugada ilegal.
Si el adversario no puede alcanzar el mate por cualquier serie de jugadas legales, incluso con las respuestas más torpes, entonces está autorizado a reclamar tablas antes de realizar su propia jugada.
No se puede reclamar tablas con menos de dos minutos, como en los finales a caída de bandera.

## Partidas con control de tiempo
Las partidas con control de tiempo son aquellas que se determina una cantidad de jugadas que hay que realizar en un tiempo establecido. Siempre hay, al menos, dos controles de tiempo o más. El período final puede ser a caída de bandera o no.

### Partidas con límite de sesión
El tiempo total para una partida (sesión) se establecía en siete horas; si una partida no se decidía en dicho lapso era aplazada para otro día, por lo general un día de descanso programado. Sin embargo, el creciente desarrollo de los programas de ajedrez ha propiciado que la FIDE elimine los aplazamientos de las partidas.
Los controles más comunes para partidas con límite de sesión son:
- 2:30 horas para las primeras 40 jugadas + 1 hora para 20 jugadas: es el ritmo más lento, el que se usaba para las partidas oficiales de la FIDE.
- 2 horas para 40 jugadas + 1 hora para 20 jugadas: menos usado en torneos de la FIDE (excepto campeonatos juveniles), era más usado en torneo privados. Las partidas también se pueden aplazar.
- 2 horas para 45 o 50 jugadas + 1 hora para 25 o 30 jugadas: Este ritmo era oficial en los torneos de Estados Unidos.

### Partidas con finales a caída de bandera
Un «final a caída de bandera» (también conocido como «sistema guillotina») es la última fase de una partida, cuando todas las jugadas restantes deben hacerse en un tiempo limitado, tras haber pasado varios controles de tiempo. En este último control puede o no haber incremento de tiempo por jugada. Este es el tipo de control de tiempo más común en los torneos de nivel magistral. En este tipo de torneos no se admiten los aplazamientos de las partidas.
Los controles de tiempo de este tipo más comunes son:
- 2 horas para 40 jugadas + 1 hora para 20 jugadas + 30 o 60 minutos a caída de bandera: Hasta la aparición de los relojes digitales, este era el ritmo de juego estándar para torneos de alto nivel, y fue el primero pensado para eliminar los aplazamientos de partidas.

- 100 minutos para 40 jugadas + 50 minutos para 20 jugadas + 15 minutos a caída de bandera (con incremento de 30" por jugada a partir del movimiento 61): este es el ritmo de juego usado en el torneo de Tata Steel, celebrado en Wijk aan Zee (Holanda), considerado uno de los más prestigiosos del mundo.

Los jugadores están obligados a anotar todas las jugadas, excepto si tienen menos de cinco minutos para completar el control de tiempo. En ese caso podrán dejar de anotar las jugadas, pero deberán completar sus planillas una vez superado el control.
Si al jugador que está en juego le quedan menos de dos minutos en su reloj, puede reclamar tablas antes de que caiga su bandera. Parará los relojes y requerirá la presencia del árbitro. Serán tablas si:
- El árbitro está de acuerdo en que el adversario no está haciendo ningún esfuerzo para ganar la partida por procedimientos normales;
- o que no es posible ganar por procedimientos normales.

La partida es tablas si ambas banderas han caído y es imposible establecer cuál cayó en primer lugar.